# Martin Onslow Forster
Pour les articles homonymes, voir Forster.
Sir Martin Onslow Forster est un chimiste britannique, né le 8 novembre 1872 et mort le 23 mai 1945.

## Biographie
Fils de Martin Forster, il étudie au Finsbury Technical College puis au Central Technical College. Il obtient son Doctorat of Sciences à l’université de Londres et son Ph. D. à l’université de Wurtzbourg. Il se marie en 1925 avec Elena Haynes Parodi. 
Il est démonstrateur au Royal College of Science de South Kensington de 1895 à 1902, puis professeur-assistant de chimie de 1902 à 1913. Il dirige Britain Dyes Ltd. de 1915 à 1918, puis l’Institut de chimie industrielle de Salter de 1918 à 1922. Enfin, il dirige de 1922 à 1923 l’Institut des sciences indien de Bangalore.
Il est fait membre de la Royal Society en 1905.